# Andersen
Andersen ist ein Familienname.

## Herkunft und Bedeutung
Andersen ist ein in Deutschland (Schleswig-Holstein) und Dänemark verbreiteter, patronymisch gebildeter Name mit der Bedeutung „Sohn des Anders“ (Andreas).

## Varianten
- Anderssen, Andersson, Anderson, Andresen, Andreessen, Andriessen

## Namensträger

### A
- Aage Andersen (1883–1976), dänischer Fußballspieler
- Ådne Andersen (* 1994), norwegischer Mittel- und Langstreckenläufer
- Albert Andersen (1891–1977), dänischer Leichtathlet
- Aleksander Fjeld Andersen (* 1997), norwegischer Biathlet
- Alex Høgh Andersen (* 1994), dänischer Schauspieler
- Alf Andersen (1906–1975), norwegischer Skispringer
- Alf Andersen (Flötist) (1928–1962), norwegischer Flötist
- Alf Andersen (Sänger) (1928–2010), dänischer Sänger (Bassbariton) und Schauspieler
- Alf Malcolm Andersen (1891–1928), norwegischer Fußballspieler
- Alfred Andersen-Wingar (1869–1952), norwegischer Komponist
- Alfred Gereon Andersen (* 1884), dänisch-amerikanischer Journalist
- Alsing Andersen (1893–1962), dänischer Politiker
- Anders Andersen (Arbeiderpartiet), dänischer Politiker und Parteifunktionär
- Anders Andersen (Ringer) (1881–1961), dänischer Ringer
- Anders Andersen (Politiker, 1912) (1912–2006), dänischer Politiker
- Anders Andersen (Badminton), dänischer Badmintonspieler
- Anders Andersen-Lundby (1841–1923), dänischer Maler
- Anders Hartington Andersen (1907–1996), dänischer Marathonläufer
- Andreas Andersen (1799–1879), Merkantilschiffskapitän und Kommunalpolitiker
- Anette Ree Andersen (* 1967), dänische Seglerin
- Angela Andersen (* 1960), deutsche Journalistin, Filmemacherin und Regisseurin
- Anja Andersen (* 1969), dänische Handballspielerin und -trainerin
- Anja Cetti Andersen (* 1965), dänische Astrophysikerin und Hochschullehrerin
- Anker Meyer Andersen (1910–† unbekannt), dänischer Bahnradsportler
- Anna Rosbach Andersen (* 1947), dänische Politikerin, siehe Anna Rosbach
- Anne Dsane Andersen (* 1992), dänische Ruderin
- Anne Nymark Andersen (* 1972), norwegische Fußballspielerin
- Anton Andersen (1880–1971), dänischer Sportschütze
- Anton Jörgen Andersen (1845–1926), norwegischer Komponist
- Arne Andersen (Fußballspieler) (1900–1986), norwegischer Fußballspieler
- Arne Andersen (Handballspieler) (* 1944), dänischer Handballspieler
- Arne Andersen (Historiker) (* 1951), deutscher Historiker
- Arild Andersen (* 1945), norwegischer Jazz-Bassist und Komponist
- Arthur E. Andersen (1885–1947), US-amerikanischer Unternehmer
- Asbjørn Andersen (Schauspieler) (1903–1978), dänischer Schauspieler und Regisseur
- Asbjørn Andersen (Fußballspieler) (1922–1970), norwegischer Fußballspieler
- Asbjørn Kragh Andersen (* 1992), dänischer Radrennfahrer
- Astrid Hjertenæs Andersen (1915–1985), norwegische Schriftstellerin
- Axel Andersen (1891–1931), dänischer Turner

### B
- Benny Andersen (1929–2018), dänischer Pianist, Komponist und Dichter
- Benny Andersen (Segler) (* 1963), dänischer Segler
- Bent Rold Andersen (1929–2015), dänischer Politologe und Politiker, Sozialminister 1982
- Berit Reiss-Andersen (* 1954), norwegische Rechtsanwältin, Politikerin und Autorin
- Bernhard Andersen (1892–1958), dänischer Fußballspieler
- Bjørn Andersen (* 1931), dänischer Stabhochspringer
- Bo Milton Andersen (* 1974), dänischer Handballspieler und -trainer
- Børge Andersen (1934–1993), dänischer Schachspieler
- Børge Kaas Andersen (* 1937), dänischer Ruderer
- Bridgette Andersen (1975–1997), US-amerikanische Filmschauspielerin und Fotomodell
- Britta Andersen (* 1979), dänische Badmintonspielerin
- Brooke Andersen (* 1995), US-amerikanische Hammerwerferin

### C
- Camilla Andersen (* 1973), dänische Handballspielerin
- Camilla Sand Andersen (* 1986), dänische Fußballspielerin
- Carl Andersen (Turner) (1879–1967), dänischer Turner
- Carl Andersen (Regisseur) (1958–2012), österreichischer Regisseur, Drehbuchautor und Filmkritiker
- Carl Andersen (Politiker) (* 1995), dänischer Politiker
- Carl Albert Andersen (1876–1951), norwegischer Leichtathlet und Turner
- Carl-Ebbe Andersen (1929–2009), dänischer Ruderer
- Cato Hamre Andersen (* 1959), norwegischer Eishockeyspieler
- Cato Tom Andersen (* 1967), norwegischer Eishockeyspieler
- Chris Andersen (* 1978), US-amerikanischer Basketballspieler
- Christian Andersen (Sportschütze) (1896–1982), dänischer Sportschütze
- Christian Andersen (Fußballspieler) (* 1944), dänischer Fußballspieler und -trainer
- Christian Andersen (Radsportler) (* 1967), dänischer Radsportler
- Claus Andersen (* 1951), dänischer Badmintonspieler

### D
- Dag Terje Andersen (* 1957), norwegischer Politiker
- David Andersen (Basketballspieler) (* 1980), australischer Basketballspieler
- David Andersen (Skispringer) (* 1983), norwegischer Skispringer
- Dennis Andersen (* 1974), dänischer Autorennfahrer
- Dennis Dengsø Andersen (* 1978), dänischer Segler
- Dieter Andersen (1916–1994), deutscher lutherischer Geistlicher, Landessuperintendent und Bischof
- Dorothy Hansine Andersen (1901–1963), US-amerikanische Kinderärztin und Pathologin
- Dorthe Andersen (* 1968), dänische Sängerin und TV-Moderatorin

### E
- Einar Anton Andersen (1905–1987), dänischer Geodät
- Elga Andersen (1935–1994), deutsche Schauspielerin und Sängerin
- Elisabeth Andersen (1920–2018), niederländische Schauspielerin
- Elmer L. Andersen (1909–2004), US-amerikanischer Politiker und Gouverneur des Bundesstaates Minnesota
- Eric Andersen (* 1943), US-amerikanischer Sänger und Songschreiber
- Erich R. Andersen (1937–2025), deutscher Schriftsteller und Hörspielautor
- Erik Andersen (Schachspieler) (1904–1938), dänischer Schachspieler
- Erik Andersen (Fechter) (1919–1993), dänischer Fechter
- Erik Bo Andersen (* 1970), dänischer Fußballspieler
- Erik Eloe Andersen  (1902–1980), dänischer Radrennfahrer
- Erik Sparre Andersen (1919–2003), dänischer Mathematiker
- Erika Andersen (* 1952), US-amerikanische Unternehmensberaterin
- Erling Andersen (Fußballspieler) (1901–1969), norwegischer Fußballspieler
- Erling Andersen (Skisportler) (1905–1993), US-amerikanischer Skisportler
- Erling Andersen (Leichtathlet) (* 1960), norwegischer Leichtathlet
- Espen Andersen (Nordischer Kombinierer, 1961) (* 1961), norwegischer Nordischer Kombinierer
- Espen Andersen (Nordischer Kombinierer, 1993) (* 1993), norwegischer Nordischer Kombinierer

### F
- Fero Andersen (* 1982), deutscher Fernsehmoderator
- Filip Fjeld Andersen (* 1999), Biathlet
- Finn Andersen (* 1990), dänischer E-Sportler
- Flemming Andersen (* 1968), dänischer Comiczeichner
- Frederik Andersen (Eishockeyspieler) (* 1989), dänischer Eishockeytorwart
- Frederik Bo Andersen (* 1998), dänischer Handballspieler
- Frederik Kobberup Andersen (1920–2003), dänischer Kanute
- Friedrich Andersen (1860–1940), deutscher evangelischer Theologe
- Frithjof Andersen (1893–1975), norwegischer Ringer
- Fritiof Normann Andersen (1898–1954), dänischer Sprinter

### G
- Gabriela Andersen-Schiess (* 1945), Schweizer Marathonläuferin
- Geir Andersen (* 1964), norwegischer Nordischer Kombinierer
- Georg Andersen (Ringer) (1887–??), deutscher Ringer
- Georg Andersen (Leichtathlet) (* 1963), norwegischer Kugelstoßer
- Gil Andersen (1879–1935), norwegisch-US-amerikanischer Automobilrennfahrer und Automobilmanager
- Ginny Andersen, neuseeländische Politikerin (Labour Party)
- Gitte Andersen (* 1977), dänische Fußballspielerin
- Gjert Andersen (* 1947), norwegischer Nordischer Kombinierer
- Gøsta Esping-Andersen (* 1947), dänischer Politologe und Soziologe
- Gotha Andersen (1921–1984), dänischer Schauspieler, Drehbuchautor und Lehrer
- Greta Andersen (1927–2023), dänische Schwimmerin
- Grete Andersen, Geburtsname von Grete Waitz (1953–2011), norwegische Leichtathletin
- Gunnar Andersen (Sportler, 1890) (1890–1968), norwegischer Fußballspieler und Skispringer
- Gunnar Andersen (Sportler, 1909) (1909–1988), norwegischer Skispringer
- Gunnar Andersen (Radsportler) (1911–1981), dänischer Radsportler

### H
- Håkon Andersen (* 1978), norwegischer Biathlet
- Hans Andersen (Architekt) (1848–1929), dänisch-deutscher Architekt und Baubeamter
- Hans Andersen (Offizier) (1900–1974), dänischer Generalmajor
- Hans Andersen (Fußballspieler, 1905) (1905–1969), norwegischer Fußballspieler
- Hans Andersen (Fußballspieler, 1925) (1925–1999), norwegischer Fußballspieler
- Hans Andersen (Politiker) (* 1974), dänischer Politiker
- Hans Christian Andersen (1805–1875), dänischer Dichter und Märchenschriftsteller
- Hans Christian Andersen (Reiter) (1914–1993), dänischer Vielseitigkeitsreiter
- Hans Christian Andersen (* 1941), US-amerikanischer Chemiker, siehe Hans C. Andersen (Chemiker)
- Hans Christian Andersen (Hörfunkmoderator) (* 1971), norwegischer Hörfunkmoderator
- Hans Henrik Andersen (1937–2012), dänischer Physiker
- Hans-Jürgen Andersen (* 1949), deutscher Maler, Texter und Musiker
- Hans Jürgen Andersen, deutscher Autor
- Hans N. Andersen (Hans Nørgaard Andersen; * 1980), dänischer Speedway-Fahrer
- Hedwig Andersen (1866–1957), deutsche Logopädin
- Heidi Andersen (* 1963), norwegische Judoka
- Helle Andersen (* ~1968), dänische Badmintonspielerin
- Henriette Andersen (* 1963), niederländische Jazzsängerin
- Henrik Andersen (* 1965), dänischer Fußballspieler
- Henrik Andersen (Gewichtheber) (* 1967), dänischer Gewichtheber
- Henrik Steen Andersen (* 1977), dänischer Schwimmer
- Henry Brask Andersen (1896–1970), dänischer Bahnradsportler
- Herluf Andersen (1931–2013), dänischer Bogenschütze
- Herman Andersen (Ringer) (1904–1955), dänischer Ringer
- Herman Carl Andersen (1897–1978), US-amerikanischer Politiker
- Hermann Andersen (1901–1989), deutscher Landespolitiker (Schleswig-Holstein) (FDP)
- Hildur Andersen (1864–1956), norwegische Pianistin
- Hjalmar Andersen (1923–2013), norwegischer Eisschnellläufer
- Hjalmart Andersen (1889–1974), dänischer Turner

### I
- Ida Andersen (* 1968), norwegische Seglerin
- Idar Andersen (* 1999), norwegischer Radrennfahrer
- Inge Andersen (* 1944), dänische Schwimmerin
- Inger Andersen (* 1958), dänische Ökonomin und Ökologin
- Inger Lise Andersen (* 1949), norwegische Pop-, Rock- und Jazzsängerin und Schauspielerin, siehe Inger Lise Rypdal
- Iver Tildheim Andersen (* 2000), norwegischer Skilangläufer

### J
- Jacob Andersen (Segler) (1892–1955), dänischer Segler
- Jacob Andersen (Fußballspieler) (* 2004), dänischer Fußballspieler
- James Roy Andersen (1904–1945), US-amerikanischer Brigadegeneral
- Jan Eli Andersen (* 1966), dänischer Segler
- Jannik Madum Andersen (* 1940), dänischer Ruderer
- Jens Andersen (Boxer) (1929–2010), dänischer Boxer
- Jens Andersen (Autor) (* 1955), dänischer Journalist, Literaturkritiker und Schriftsteller
- Jens Andersen (Schachspieler) (* 1960), deutscher Schachspieler
- Jens Andersen (Schauspieler) (* 1971), dänischer Schauspieler
- Jep Nissen Andersen (1896–1974), deutscher Schriftsteller
- Jeppe Andersen (* 1992), dänischer Fußballspieler
- Jeß Andersen (1924–2009), deutscher Jurist
- Jette Andersen (Leichtathletin) (* 1945), dänische Leichtathletin
- Jette Andersen (Fußballspielerin) (* 1959), dänische Fußballspielerin
- Jim Ronny Andersen (* 1975), norwegischer Badmintonspieler
- Joachim Andersen (1847–1909), dänischer Flötist und Komponist
- Joachim Andersen (Fußballspieler) (* 1996), dänischer Fußballspieler
- Johan V. Andersen (1892–1971), dänischer Maler
- Johannes Andersen (Bauer) (1760–1825), grönländischer Bauer
- Johannes Andersen (Langstreckenläufer) (1888–1967), norwegischer Langstreckenläufer
- Johannes Andersen (Astronom) (1943–2020), dänischer Astronom
- Johannes Carl Andersen (1873–1962), dänisch-neuseeländischer Dichter, Ethnologe, Bibliothekar, Herausgeber, Historiker und Botaniker
- Johannes Sigfred Andersen (1898–1970), norwegischer Verbrecher und Widerstandskämpfer
- John Andersen (* 1961), dänischer Fußballspieler
- Jolene Andersen, US-amerikanische Schauspielerin und Synchronsprecherin
- Jon Lindenchrone Andersen (* 1997), dänischer Handballspieler
- Jonas Andersen (* 1981), norwegischer Eishockeyspieler
- Jørgen Andersen (Turner) (1886–1973), norwegischer Turner
- Jørgen Andersen (Kanute) (* 1941), dänischer Kanute
- Jörgen Andersen (1905–1993), dänischer Landespolitiker in Schleswig-Holstein (SSW)
- Jørgen Wrønding Andersen (* 1941), norwegischer Kanute
- Jørn Andersen (* 1963), norwegischer Fußballspieler und -trainer
- Judith Andersen (* 1951), dänische Ruderin
- Jürgen Andersen (~1600–nach 1650), Forschungsreisender im Orient
- Just Andersen (1884–1943), dänischer Bildhauer und Silberschmied

### K
- Kaj Andersen (* 1899), dänischer Badmintonspieler und Leichtathlet
- Kaj Andersen (Leichtathlet) (1943–1973), dänischer Diskuswerfer
- Karen Margrete Andersen (1917–1971), dänische Wasserspringerin
- Karin Andersen (Schauspielerin) (1927–2013), deutsche Schauspielerin
- Karin Andersen (Politikerin) (* 1952), norwegische Politikerin (SV)
- Karin Andersen (Künstlerin) (* 1966), deutscher Künstlerin
- Karl Andersen (Cellist) (1903–1970), norwegischer Cellist, Musikpädagoge und Komponist
- Karl Joachim Andersen (1847–1909), dänischer Flötist, Dirigent und Komponist, siehe Joachim Andersen
- Karl Theodor Andersen (1898–1974), deutscher Zoologe und Hochschullehrer
- Kasper Andersen (* 1984), dänischer Rennfahrer
- Kasper Irming Andersen (* 1986), dänischer Handballspieler
- Keld Andersen (* 1946), dänischer Handballspieler
- Kenneth Andersen (* 1967), dänischer Fußballtraine
- Kim Andersen (Politiker) (* 1957), dänischer Politiker
- Kim Andersen (Radsportler) (* 1958), dänischer Radrennfahrer
- Kim Ry Andersen (1946–2024), dänischer Politiker und Musikmanager
- Kirsti Andersen (* 1941), dänische Mathematikhistorikerin
- Kjerstin Andersen (* 1958), norwegischer Handballspieler
- Klemen Andersen, eigentlicher Name von Skipper Clement (1485–1536), dänischer Kapitän und Freibeuter
- Knud Børge Andersen (1914–1984), dänischer Politiker
- Knud Christian Andersen (1867–1918), dänischer Zoologe
- Knud E. Andersen (1922–1997), dänischer Radrennfahrer
- Knut Andersen (1931–2019), norwegischer Filmregisseur, Drehbuchautor, Schauspieler und Filmeditor
- Kristian Eidnes Andersen (* 1966), dänischer Filmkomponist und Tontechniker
- Kristine Andersen (* 1976), dänische Handballspielerin
- Kristoffer Andersen (* 1985), belgisch-dänischer Fußballspieler
- Kurt Andersen (1898–2003), deutscher Brigadegeneral

### L
- Lærke Winther Andersen (* 1975), dänische Schauspielerin
- Lale Andersen (1905–1972), deutsche Sängerin und Schauspielerin
- Lars Andersen (Eishockeyspieler) (* 1974), norwegischer Eishockeyspieler
- Lars Andersen (Bogenschütze) (* 1964), dänischer Bogenschütze und Künstler
- Lars Andersen (Fußballspieler) (* 1982), dänischer Fußballspieler
- Lars Hedegaard Andersen (* 1975), dänischer Cricketspieler
- Laurids Skovgaard Andersen (* 2001), dänischer Schauspieler
- Lauritz Andersen (* 1877), dänischer Fußballschiedsrichter
- Leif Andersen (Ruderer) (* 1936), norwegischer Ruderer
- Leif Esper Andersen (1940–1979), dänischer Schriftsteller
- Lili Andersen (1914–1988), dänische Schwimmerin
- Linda Andersen (* 1969), norwegische Seglerin
- Lotte Andersen (Schauspielerin) (* 1963), dänische Schauspielerin, Sängerin, Dokumentarfilmerin und Autorin
- Lotte Søgaard-Andersen (* 1959), dänische Molekulargenetikerin, Direktorin am Max-Planck-Institut für terrestrische Mikrobiologie
- Lucas Andersen (* 1994), dänischer Fußballspieler
- Lykke May Andersen (* 1982), dänisches Model

### M
- Mads Andersen (Pokerspieler) (* 1970), dänischer Backgammon- und Pokerspieler
- Mads Andersen (Schachspieler) (* 1995), dänischer Schachspieler
- Mads Andersen (Handballspieler) (* 1996), dänischer Handballspieler
- Mads Andersen (Fußballspieler) (* 1997), dänischer Fußballspieler
- Mads Andersen (Radsportler) (* 2000), dänischer Radrennfahrer
- Mads Bugge Andersen (* 1971), dänischer Radfahrer
- Mads Kruse Andersen (* 1978), dänischer Ruderer
- Magnus Andersen (Journalist) (1857–1938), norwegischer Journalist, Seefahrer und Stifter
- Magnus Andersen (Politiker) (1916–1994), norwegischer Fischer und Politiker
- Magnus Andersen (Handballspieler) (* 1975), norwegischer Handballspieler
- Magnus Andersen (Fußballspieler) (* 1986), norwegischer Fußballspieler
- Magnus Kofod Andersen (* 1999), dänischer Fußballspieler
- Mai Hygum Andersen (* 1982), dänisch-grönländische Handballspielerin
- Maj Britt Andersen (* 1956), norwegische Sängerin und Schauspielerin
- Margarethe Andersen, deutsche Schauspielerin
- Margrethe Thårup Andersen (* 1981), grönländische Politikerin
- Marguerite Andersen (1924–2022), deutsch-kanadische Feministin, Schriftstellerin, Essayistin und Dichterin
- Maria Lykke Andersen (* 1991), dänische Badmintonspielerin
- Marianne Andersen (* 1980), norwegische Orientierungsläuferin
- Marie Andersen (1881–1969), norwegische Schauspielerin, Kinderbuchautorin, siehe Marie Hamsun
- Marilyne Andersen (* 1974), Schweizer Bauphysikerin und Hochschullehrerin
- Martin Andersen Nexø (1869–1954), dänischer Schriftsteller
- Martin Vilstrup Andersen (* 1989), dänischer Handballspieler
- Matthias Reimann-Andersen (* 1965), deutsch-österreichischer Unternehmer
- Mette Andersen (* 1974), dänische Radrennfahrerin
- Michael Andersen (* 1974), dänischer Basketballspieler
- Michael Valgren Andersen (* 1992), dänischer Straßenradrennfahrer, siehe Michael Valgren
- Mikkel Andersen (* 1988), dänischer Fußballspieler
- Morgan Andersen (* 1966), norwegischer Eishockeyspieler
- Morten Andersen (* 1960), dänischer Footballspieler

### N
- Nanna Andersen, dänische Fußballschiedsrichterin
- Neil L. Andersen (* 1951), US-amerikanischer Geistlicher, Apostel der Kirche Jesu Christi der Heiligen der Letzten Tage
- Nicklas Svale Andersen (* 1991), dänischer Schauspieler
- Nicolai Andersen (1862–1919), dänischer Sprachforscher, Redakteur und Volksdichter
- Niels Andersen (Sportschütze) (1867–1930), dänischer Sportschütze
- Niels Andersen (Schauspieler) (* 1942), dänischer Schauspieler und Theaterregisseur
- Niels Alfred Andersen (1843–1900), dänischer Lehrer, Kaufmann, Beamter und Inspektor von Grönland
- Niels Åkerstrøm Andersen (* 1964), dänischer Sozialwissenschaftler und Hochschullehrer
- Niklas Andersen (Fußballspieler) (* 1988), deutscher Fußballspieler
- Niklas Andersen (Eishockeyspieler) (* 1997), dänischer Eishockeyspieler
- Nils Andersen (1902–1979), norwegischer Hindernisläufer
- Nina Nymark Andersen (* 1972), norwegische Fußballspielerin
- Noah Wulff Andersen (* 2005), dänischer Radsportler

### O
- Ole Andersen (* 1958), dänischer Handballtrainer
- Ole Krogh Andersen (* 1942), dänisch-deutscher Festkörperphysiker
- Otto Andersen (Pädagoge) (1851–1922), norwegischer Pädagoge
- Otto Andersen (Architekt) (1924–1981), deutscher Architekt und Ingenieur
- Ove Andersen (1899–1967), finnischer Hindernisläufer

### P
- Paul Andersen (1930–1995), dänischer Fußballspieler
- Peder Andersen († 1694), dänischer Hofmaler des Barock
- Penille Albæk Andersen (* 1974), dänische Schauspielerin
- Per Andersen (Mediziner) (Per Oskar Andersen; 1930–2020), norwegischer Neurowissenschaftler an der Universität Oslo
- Per Sveaas Andersen († 2014), norwegischer Historiker
- Per Pinstrup-Andersen (* 1939), dänischer Agrarökonom
- Peter Andersen, eigentlicher Name von DQ (Sänger) (* 1973), dänischer Sänger und Travestiekünstler
- Peter Andersen (Curler), dänischer Curler
- Peter Frank Andersen (* 1970), dänischer Fußballspieler
- Peter Marius Andersen (1885–1972), dänischer Fußballspieler
- Peter Riis Andersen (* 1980), dänischer Radrennfahrer
- Peter Villemoes Andersen (1884–1956), dänischer Turner
- Petter Andersen (* 1974), norwegischer Eisschnellläufer
- Philip Andersen (* 1980), dänischer Autorennfahrer
- Phillip Friis Andersen (* 1991), dänischer American-Football-Spieler
- Pia Andersen (* 1960), dänische Fußballspielerin
- Poul Andersen (Fußballspieler, 1928) (1928–2010), dänischer Fußballspieler
- Poul Andersen (Fußballspieler, 1930) (1930–1995), dänischer Fußballspieler
- Poul Andersen (Fußballspieler, 1953) (* 1953), dänischer Fußballspieler

### R
- Ragnhild Bente Andersen (* 1965), norwegische Orientierungsläuferin
- Rasmus Andersen (* 1983), dänischer Badmintonspieler
- Reidar Andersen (1911–1991), norwegischer Skispringer
- Remi Andersen (* 1973), norwegischer Skilangläufer
- René W. Andersen (* 1962), dänischer Radrennfahrer
- Ricardo Andersen (* 1960), argentinischer Judoka
- Richard A. Andersen  (* 1950), US-amerikanischer Neurowissenschaftler
- Rikke Andersen (* 1993), norwegische Biathletin
- Robin Christian Andersen (1890–1969), österreichischer Maler
- Rolf Andersen (* 1945), dänischer Ruderer
- Rudolf Andersen (1899–1983), dänischer Turner
- Ruth Montgomery-Andersen (* 1957), US-amerikanisch-grönländische Tänzerin, Hebamme und Gesundheitswissenschaftlerin

### S
- Sara Thrige Andersen (* 1996), dänische Fußballspielerin
- Sarah Andersen (* 1992), US-amerikanische Comiczeichnerin, Autorin von Graphic Novels und Illustratorin
- Signe Andersen (* 1979), dänische Fußballspielerin
- Sigríður Á. Andersen (* 1971), isländische Politikerin der Unabhängigkeitspartei
- Sigvard Andersen (1893–1975), norwegischer Wasserspringer
- Silas Andersen (* 2004), dänischer Fußballspieler
- Silvia Andersen (1966–2017), deutsche Schauspielerin und Tänzerin
- Simon Steen-Andersen (* 1976), dänischer Komponist und Installationskünstler
- Sophie Hæstorp Andersen (* 1974), dänische sozialdemokratische Politikerin
- Søren Andersen (Fußballspieler, 1937) (1937–1960), dänischer Fußballspieler
- Søren Andersen (Handballspieler) (* 1948), dänischer Handballspieler
- Søren Andersen (Fußballspieler, 1970) (* 1970), dänischer Fußballspieler
- Søren Kragh Andersen (* 1994), dänischer Radrennfahrer
- Stefan Reimann-Andersen (* 1963), deutsch-österreichischer Unternehmer
- Stephan Andersen (* 1981), dänischer Fußballspieler
- Stine Andersen (Sportschützin) (* 1985), dänische Sportschützin
- Stine Andersen (Handballspielerin) (* 1993), dänische Handballspielerin
- Sunniva Andersen (* 1996), norwegische Handballspielerin
- Susanne Andersen (* 1998), norwegische Radrennfahrerin
- Susy Andersen (* 1940), italienische Schauspielerin
- Svend Andersen (Uhrmacher) (* 1942), dänischer Uhrmacher
- Svend Andersen (Theologe) (* 1948), dänischer Theologe
- Svend Andersen Pri (1945–1983), dänischer Badmintonspieler, siehe Svend Pri
- Sverre Andersen (1936–2016), norwegischer Fußballspieler

### T
- Terje Andersen (* 1952), norwegischer Eisschnellläufer
- Theodor Andersen († 1905), Stuttgarter Fotograf
- Thom Andersen (* 1943), US-amerikanischer Filmregisseur und Filmwissenschaftler
- Thomas Andersen (Segler) (* 1961), dänischer Segler
- Thomas G. Andersen (* 1972), dänischer Tennisspieler
- Thomas Winther Andersen (* 1969), norwegischer Jazzmusiker
- Tom Andersen (1936–2007), norwegischer Psychiater und Psychotherapeut
- Troels Andersen (1940–2021), dänischer Kunsthistoriker und Museumsleiter
- Trond Andersen (* 1975), norwegischer Fußballspieler
- Troy Andersen (* 1999), US-amerikanischer American-Football-Spieler
- Tryggve Andersen (1866–1920), norwegischer Schriftsteller

### U
- Ulla Andersen (* 1946), dänische Schauspielerin
- Uwe Andersen (* 1940), deutscher Politikwissenschaftler

### V
- Vagn Andersen (* 1937), dänischer Sportschütze
- Victoria Karlskås Andersen (* 1999), als Victoria Nadine auftretende norwegische Sängerin
- Vigo Andersen (1884–1949), dänischer Fußballspieler
- Vilhelm Andersen (1864–1953), dänischer Autor, Literaturwissenschaftler und Hochschullehrer
- Villy Bækgaard Andersen (* 1938), dänischer Boxer
- Vita Andersen (1942–2021), dänische Schriftstellerin
- Vladimir Andersen (* 1989), dänischer Dartspieler

### W
- Wenche Andersen (* 1954), norwegische Fernsehköchin
- Wilhelm Andersen (1911–1980), deutscher evangelischer Systematischer Theologe
- Willie Hoffmann-Andersen (1904–1968), deutscher Filmproduzent und -regisseur